# Винниківський цвинтар
Ви́нниківський цви́нтар — один з цвинтарів біля Львова, на якому поховані визначні українські діячі. Поруч знаходиться Пам'ятник воїнам УГА (Винники), пам'ятник польським воякам — з польсько-української війни 1918-19 років, поховання радянських воїнів.

## Історія
Старий винниківський цвинтар заснований наприкінці XVIII ст. У 1748 р. Галицьке губернаторство опублікувало декрет, котрий постановляв, що «мають бути скасовані всі кладовища біля храмів, а кожна громада має виділити протягом чотирьох тижнів частину ґрунтів за містом, яких би вистачило на поховання покійників без різниці віросповідань (крім євреїв) на 10 – 20 років».
Але видно, що й у ті часи не дуже ретельно виконувалися постанови, бо губернаторство через декілька місяців змушене було опоблікувати цей декрет ще раз. Декретом від 11 грудня 1783 р. австрійський імператор Йосиф II, з огляду на небезпеку виникнення епідемій заборонив проводити поховання в церквах та довкола них, вимагаючи закладати нові цвинтарі.
У Винниках вибрали місце під цвинцар, де він знаходиться й досі. Про це свідчать і найдавніші пам’ятники, які тут збереглися. Це скульптури XVIII ст. роботи Шимзерів, дуже відомих на той час майстрів. До цього цвинтар знаходився біля сучасної церкви Воскресіння Господнього (1842 р.), яка була збудована на місці старої дерев’яної церкви (1515 р.). Раніше померлих хоронили біля церкви. Вперше документально зафіксовано існування при церкві цвинтаря у Винниках у 1753 р. Церковний візитор, описуючи парафіяльну церкву Воскресіння Господнього, згадав про церковний місцевий цвинтар. Тоді цвинтар простягався до підніжжя г. Лисівка. Про це свідчать як спогади старожилів міста, так і поодинокі знахідки людей, що згодом забудували цю територію.

## Поховані
- Іван Липа — громадський і політичний діяч, похований біля могили січових стрільців. З 1 березня 1922 р. жив і провадив лікарську практику у Винниках.
- Любич-Парахоняк Олександра Іванівна — оперна та камерна співачка.

Діячі культури, науки, релігії та спорту:
- Баран Петро,
- Білоус Богдан,
- Богонюк Василь,
- Божик Євгенія,
- Гірняк Григорій,
- Горячий Миколай,
- Гуглевич Аркадій,
- Гуглевич Данило,
- Добрянська Ірина
- Зубрицький Гнат,
- Йона Ярослав Григорович,
- Йосифів Петро Михайлович,
- Калитовський Іван,
- Керницький Михайло,
- Кипріян Богдан,
- Кияк Григорій Степанович,
- Лиско Володимир,
- Маркевич Богдан,
- Нагляк Яків,
- Осташевська Теофілія (Лиско),
- Підлісецький Володимир,
- Полєк Микола Іванович,
- Сидурко Василь,
- Слота Зеновій,
- Федюк Микола,
- Чеславський Михайло.[3][4]

Цікавим сакральним об'єктом є капличка, де поховані визначні постаті національно-духовного відродження — о. Гірняк Григорій (1865—1945 рр.) і о. Стефан Хомінський (1815—1890 рр.) з родиною. Поряд з капличкою похована дочка о. Гірняка — Ірина, яка померла у 1980 р. (працювала вчителем молодших класів).
- Могила польських воїнів (1920-ті рр.).

Могила знаходиться вище від могили воїнів УГА (з правої сторони). Похоронено 14 польських вояків, які загинули в околицях Винників під час польсько-української війни 1918—1919 рр..

## Галерея

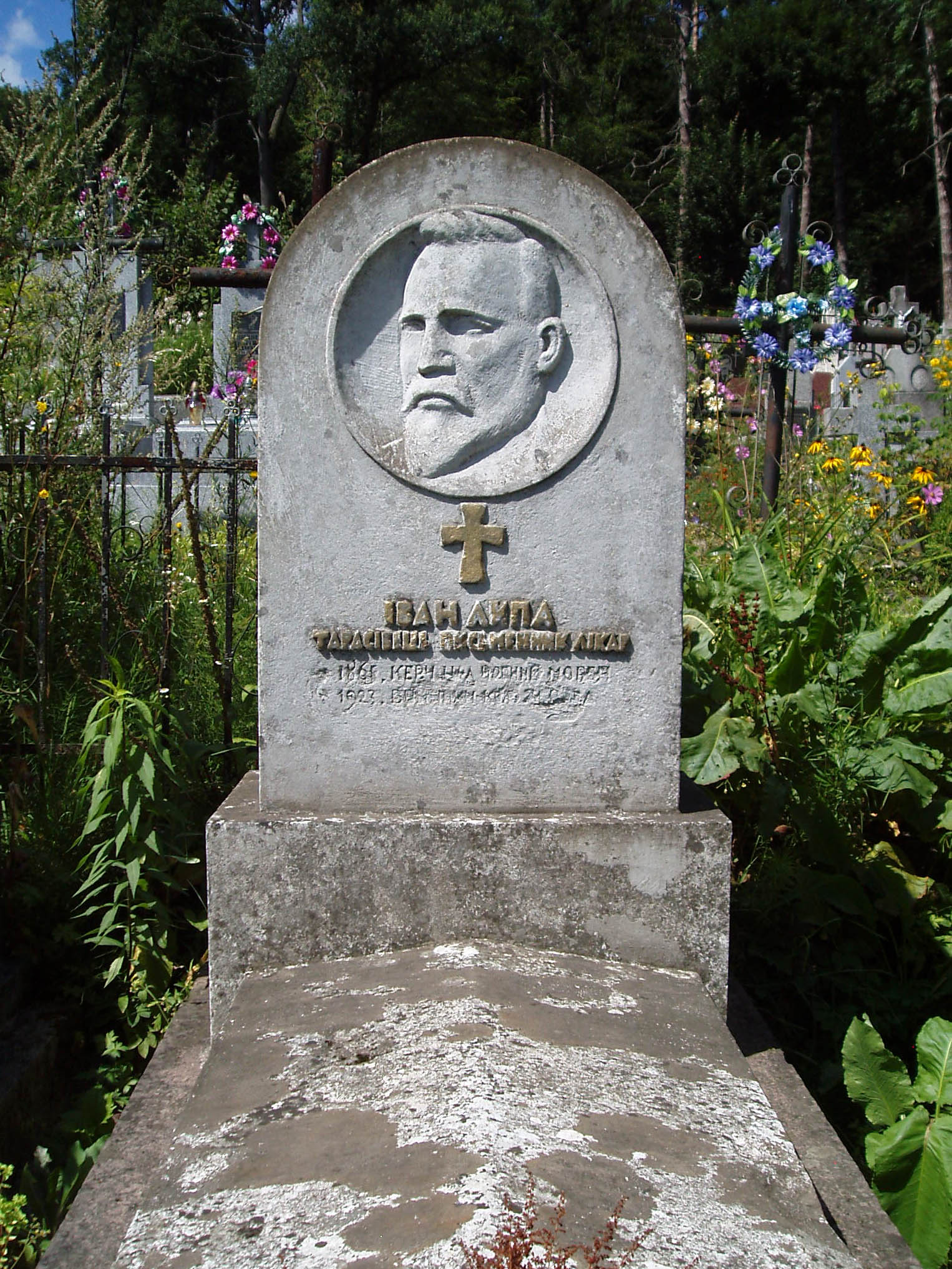
Надгробок Івана Липи
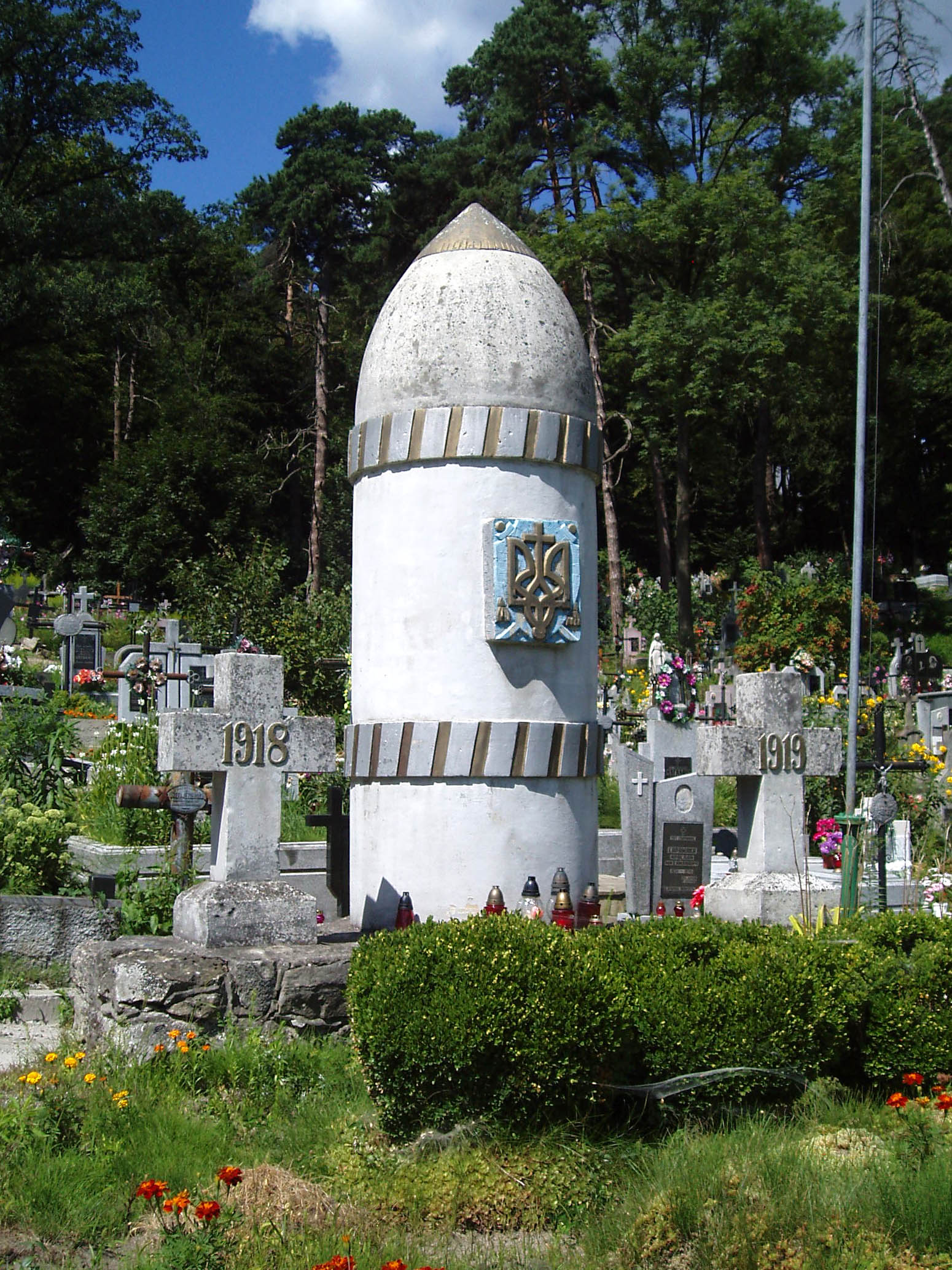
Братська могила вояків УГА
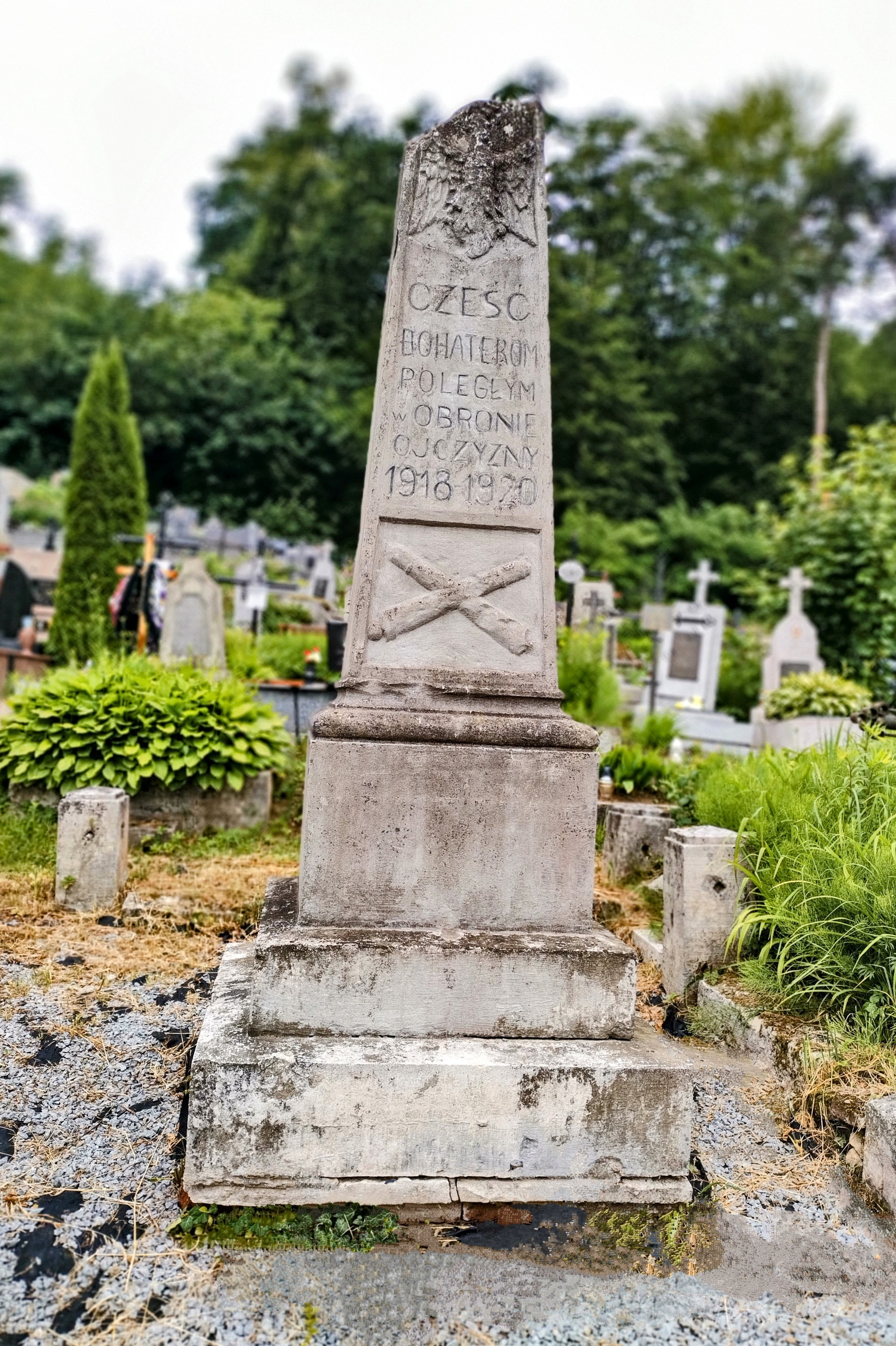
Могила польських воїнів
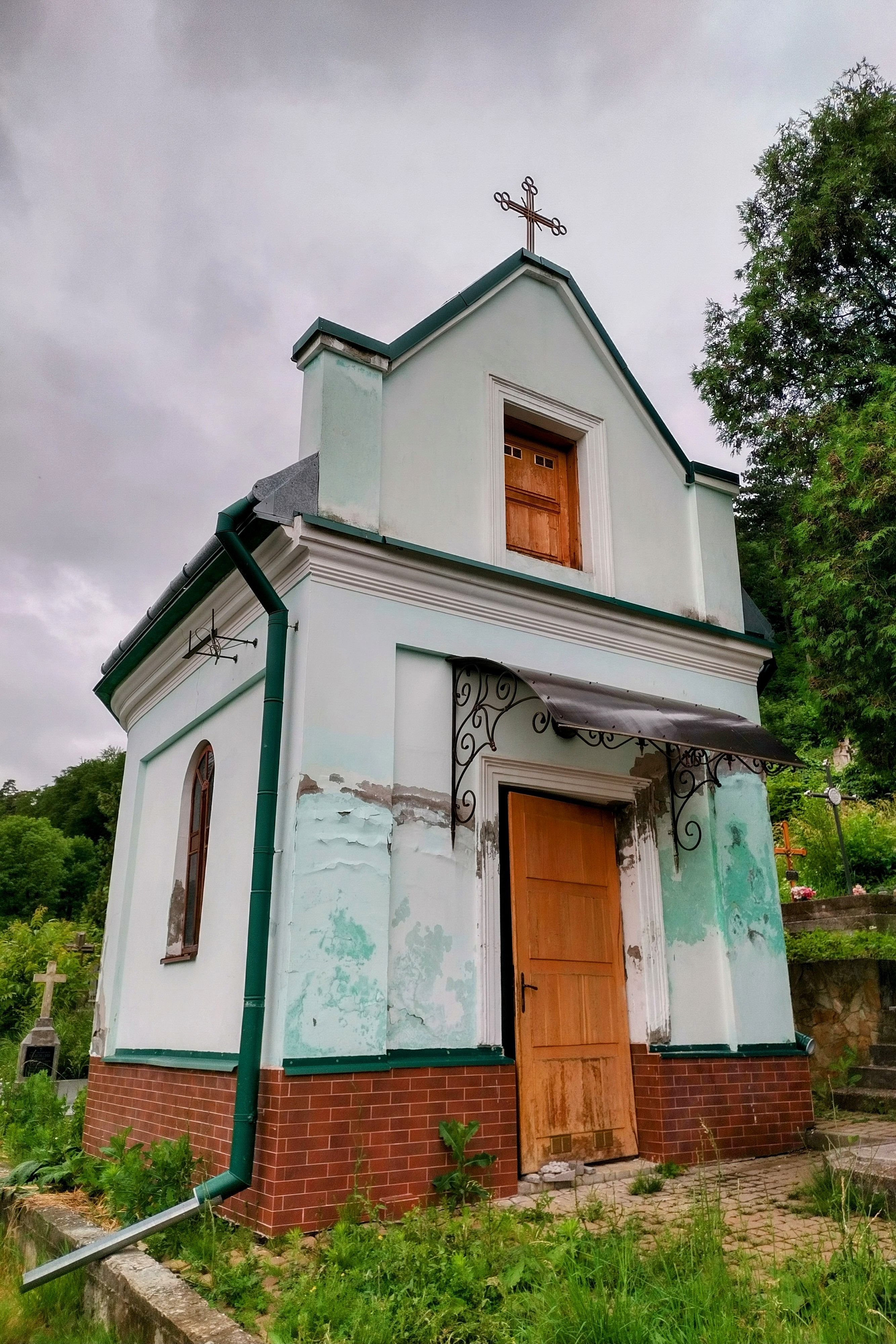
Капличка